# 聖托馬斯 (瓊塔萊斯省)
聖托馬斯（西班牙語：Santo Tomás），是尼加拉瓜的城鎮，位於該國中部，由瓊塔萊斯省負責管轄，始建於1861年，面積547平方公里，海拔高度373米，2005年人口16,404，人口密度每平方公里29.99人。
12°4′N 85°5′W / 12.067°N 85.083°W